# 看板管理
看板管理，常作“Kanban管理”（来自日语“／ Kanban”），是丰田生产模式中的重要概念，指为了达到及时生产（JIT）方式控制现场生产流程的工具。及时生产方式中的拉式生产系统可以使信息的流程缩短，并配合定量、固定装货容器等方式，而使生产过程中的物料流动顺畅。
在看板标示系统中常将塑料或纸制成薄板，将产品名称及数量写于其上，故此得名。及时生产方式的看板在生产线上分为两类：领取看板和生产看板，旨在传达的信息是：“何物，何时，生产多少数量，以何方式生产、搬运”。
看板的具体信息包括：零件号码、品名、制造编号、容器形式、容器容量、发出看板编号、移往地点、零件外观等。